# Juhi Chawla
Juhi Chawla (hindi: जूही चावला), född 13 november 1967 i Punjab, Indien,  är en indisk skådespelerska, filmproducent och programledare. Chawlas första hit var filmen Qayamat Se Qayamat Tak (1988) med skådespelaren Aamir Khan.